# Bengt Franzén
Bengt Karl Vilhelm Franzén, född 3 augusti 1914 i Gävle, död 11 juni 1969 i Danderyd, var en svensk tonsättare, musikpedagog och professor. Han var son till läroverksadjunkten Karl Franzén och Hanna Franzén, född Andersson. Inom familjen fanns en musikalisk tradition där fadern i sin ungdom var körsångare och farbrodern Fritz Franzén var musiker.
Franzén studerade vid Kungliga musikkonservatoriet 1933–1942 och avlade under dessa år högre organistexamen, högre kantorsexamen och musiklärarexamen. Han var musiklärare vid Djursholms samskola 1939–1942, vid Katedralskolan i Lund 1942–1947 och vid folkskoleseminariet i Lund 1947–1949. Han var lärare i pedagogik vid Kungliga Musikhögskolan 1949–1966 och direktör (rektor) vid musikhögskolan 1966–1969. Franzén erhöll professors namn 1960 och invaldes den 15 december samma år som ledamot 691 av Kungliga Musikaliska Akademien.
Bengt Franzén var gift med antikvarien och textilforskaren Anne Marie Franzén. Makarna är begravda på Täby norra begravningsplats.